# Дон Жуан

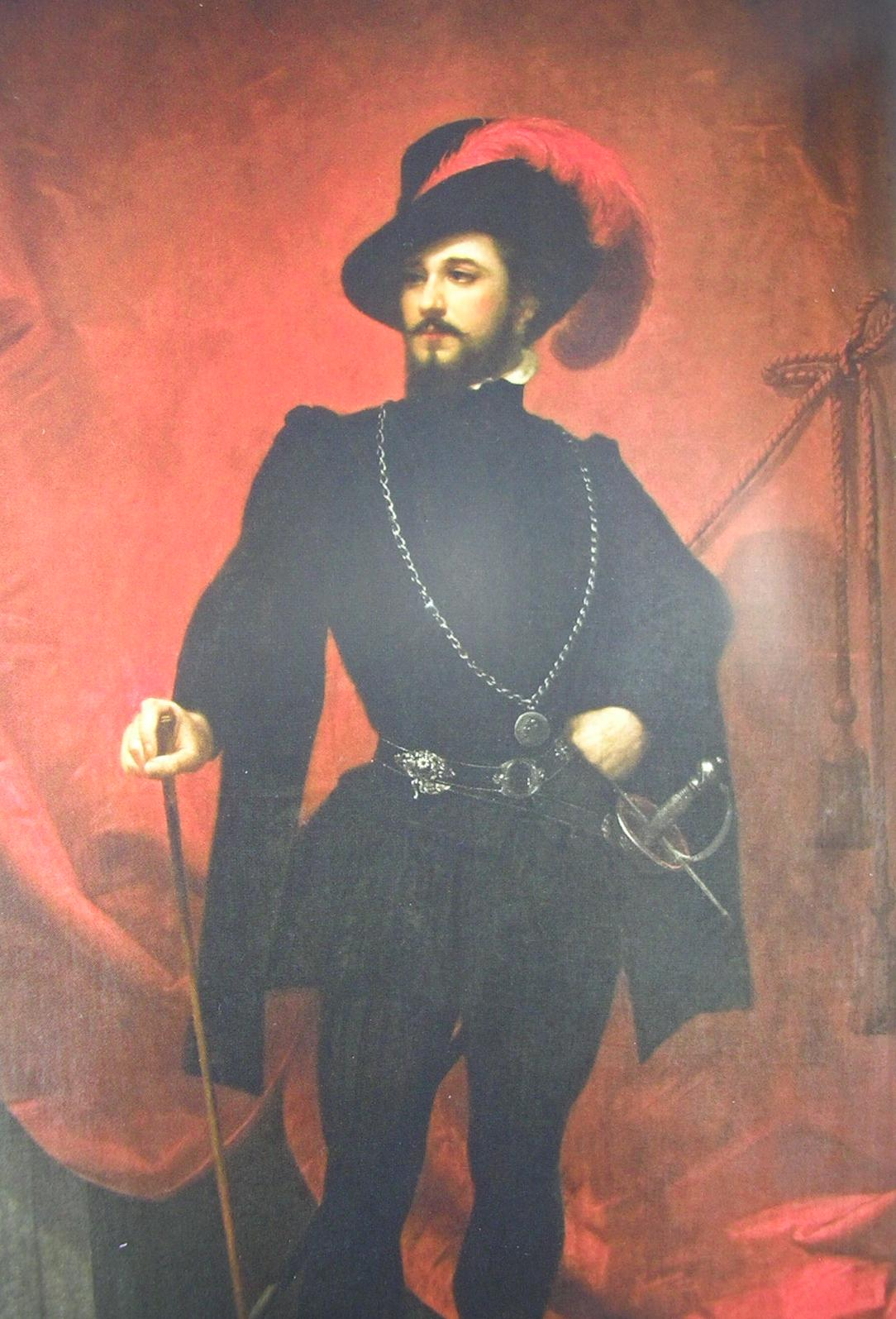
Портрет італійського оперного співака Маріо Джовані (1810—1883) в ролі дона Жуана, героя опери Вольфганга Амадея Моцарта «Дон Жуан». 1850-ті рр.

Дон Жуа́н, або дон Хуа́н (ісп. Don Juan, італ. Don Giovanni) — легендарний іспанець, розпусник і беззаконник. Персонаж багатьох (близько 150) художніх творів.
Прототипом легендарного дона Жуана вважається представник одного з аристократичних севільських родів на ймення дон Хуан Теноріо. Його сміливі любовні й дуельні пригоди, що залишалися безкарними завдяки заступництву близького друга, короля дона Педро (1350—1369), довго наганяли жах на всю Севілью, поки нарешті небесне правосуддя — в особі вбитого Хуаном командора дона Ґонзаґо — не поклало кінець бешкетам. Віддаючись разом з королем розпусті й насильству, дон Хуан викрав дочку командора Де Ульоа, убивши його самого. Правосуддя не діяло. Тоді монахи-францисканці вирішують самі покарати його. Від імені молодої й гарної жінки вони призначили йому побачення пізно вночі, у церкві, де був похований командор, убили його й розпустили чутки, що його скинула в пекло статуя.
До цієї легенди згодом додали іншу, також севільську, головним героєм якої є дон Хуан Де Базграніні, що продав душу свою дияволові, але потім покаявся і пішов у монастир. Інший персонаж іспанської лірики — Гомес Аріас.
Лицарські оповідки й середньовічна народна поезія висувають цілий ряд інших осіб, які також керувалися у своїх діях жагою до чуттєвих насолод, також шалено відважних й аморальних. Обрі Бургундець (Aubery le Bourgoing), Роберт Диявол, оповіді про яких більше від інших збігаються з головними рисами легенди про дона Хуана, тощо, дали загальні обриси цього типу, які в кожній країні обростали рисами шукачів пригод, відомих своєю аморальністю й молодецтвом.
Із часом тип змінюється, у міру пом'якшення вдачі; різкі риси характеру, брутальність прийомів попередників дона Жуана поступово замінюються привабливішими якостями, і нарешті герой севільської легенди отримує чарівну форму, що стала причиною його популярності.

## Використання образу

### Музика
Уперше сюжет про Дон Жуана для опери обробив француз Ле Телліє в Парижі 1713 року; 1761 року у Відні було поставлено балет «Дон Жуан» на музику Глюка. Згодом опери під назвою «Дон Жуан» написали Річіні, Трітто, Альбертині, Керубіні та інші.
Шедевром оперного мистецтва вважається опера «Дон Жуан» Вольфганга Амадея Моцарта, написана й уперше виставлена 1787 року. Лібрето для неї за п'єсою Саморі створив Лоренцо да Понте.
Німецький композитор Ріхард Штраус в 1888 році написав симфонічну поему «Дон Жуан» на основі незакінченої поеми австрійського поета Ніколауса Ленау.